# Plecoptera
I Plecotteri (Plecoptera) sono un ordine di insetti Exopterygota (Neoptera Polyneoptera), unico della sezione Plecopteroidea, con almeno 2000 specie distribuite in tutto il mondo.

## Habitat
Le ninfe e le neanidi vivono in ambienti acquatici, sotto le pietre, di preferenza nei letti di torrenti e ruscelli rocciosi dotati di correnti più o meno tumultuose, ma vi sono anche specie che prediligono luoghi sabbiosi. Alle alte latitudini, laghi freddi e stagni divengono anche dei luoghi idonei al loro insediamento. Diversi studi hanno dimostrato che molte specie sono state rinvenute in situazioni particolari, alcune sotto grosse pietre, altre nella ghiaia e altre ancora in letti di foglie.
Durante questo stadio si nutrono predando altri invertebrati acquatici oppure di alghe e detrito, ma divengono anche preda di pesci ed uccelli.

## Caratteristiche
L'Ordine dei Plecotteri è riconoscibile mediante alcuni caratteri.

### Stadio immaginale

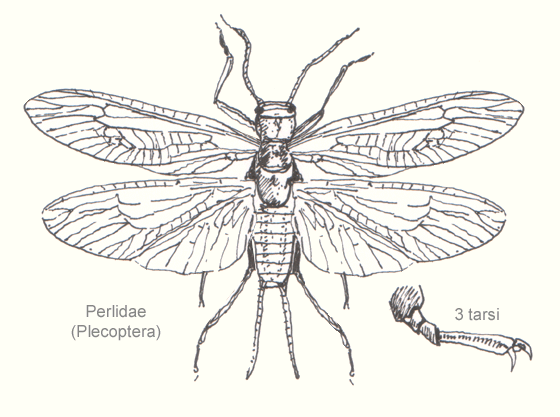
Perlidae

Hanno tre segmenti tarsali, ma le loro zampe posteriori non sono idonee al salto. Le loro antenne sono filiformi e lunghe almeno la metà la lunghezza del corpo. I loro cerci sono almeno altrettanto lunghi e formati da molti segmenti. Le ali sono quasi sempre presenti e sono ripiegate orizzontalmente all'indietro sopra il corpo, quelle anteriori sono lunghe e strette, le posteriori sono più corte.
Durante la vita immaginale, che può durare solo pochi giorni o settimane, i Plecotteri vivono nei pressi dei corsi d'acqua dove vivono le ninfe, tra le pietre o tra la vegetazione. La loro alimentazione è costituita prevalentemente da alghe o da licheni, alcuni però non si alimentano a causa di un apparato boccale completamente ridotto. Il resto della loro, sia pur breve vita, è dedicato alla riproduzione.
La riproduzione è sessuale, l'accoppiamento avviene a terra e le uova vengono deposte sulla superficie dell'acqua.

### Stadio ninfale
Tutte le ninfe sono acquatiche e somigliano agli adulti per molti aspetti: hanno tre segmenti tarsali; le antenne sono lunghe e filiformi; hanno sempre lunghi cerci e mancano sempre di coda centrale o filamento caudale mediano; le branchie, qualora le abbiano, possono trovarsi in varie parti del torace e addome e sono composte solo da filamenti e non da lamine; ciascuno dei segmenti toracici è ricoperto da un grande sclerite. A seconda della specie, del sesso e delle condizioni ambientali, le ninfe compiono dalle 12 alle 24 mute.
Lo sviluppo fino allo stadio immaginale può durare da uno a tre anni a seconda della specie. Lo sfarfallamento avviene in primavera o in autunno, prevalentemente di notte.

## Importanza ecologica
È stato chiaramente dimostrato che gli stadi ninfali dei Plecotteri necessitano di acque fredde e ben ossigenate per la loro sopravvivenza e che di conseguenza sono molto suscettibili alle contaminazioni, dei corsi d'acqua, causate dall'uomo. Ogni causa di riduzione dell'ossigeno, ogni inquinante derivato dalle acque reflue, ogni causa che può aumentare la temperatura dell'acqua può eliminare le ninfe dal loro habitat. Per questo i Plecotteri sono ritenuti degli ottimi indicatori dello stato della qualità delle acque dei ruscelli e dei fiumi.

## Tassonomia
Quest'ordine può essere suddiviso in 3 subordini per un totale di 14 famiglie:
- Archiperlaria
  - Eustheniidae
  - Diamphipnoidae
- Filipalpia
  - Austeroperlidae (=Penteroperlidae)
  - Scopuridae
  - Peltoperlidae
  - Gripopterygidae
  - Taeniopterygidae
  - Leuctridae
  - Capniidae
  - Nemouridae
- Setipalpia
  - Pteronarcidae
  - Perlidae
  - Perlodidae
  - Chloroperlidae